# Pounumeer
Het Pounumeer, Pounujärvi, is een meer in Zweden, in de gemeente Kiruna. De Pounurivier stroomt ten noorden langs het meer, maar het meer staat wel door een moeras met de rivier in verbinding, zodat het water op die manier weg kan stromen.